# Campeonato de Apertura 1934
Campeonato de Apertura 1934 var den första upplagan av den chilenska fotbollsturneringen Campeonato de Apertura. Turneringen bestod av tolv lag, alla från huvudstaden Santiago. Turneringen samordnades av Santiagos Fotbollsförbund och vanns av Santiago FC. 